# Bogner Amplification
Bogner Amplification — американская компания-производитель гитарных усилителей, основанная Рейнхольдом Богнером в 1989 году в Лос-Анджелесе, штат Калифорния. Богнер начал с создания собственных усилителей на основе классических (чёрных) Fender Amplifiers, но позже наладил производство различных моделей серийно выпускаемых усилителей.

## История
Немецкий производитель усилителей Рейнхольд Богнер переехал в Калифорнию в надежде получить доступ к растущему рынку гитарных усилителей с высоким коэффициентом усиления. Лидером на рынке была компания Mesa/Boogie, за ней следовали Soldano и Rivera Amplifiers.
Первые усилители, которые он создавал, часто были основаны на Fender Showmans 1960-х годов и даже сохраняли оригинальную лицевую панель и шасси без изменений. Это были «одноразовые индивидуальные усилители», которые он продавал таким исполнителям, как Эдди Ван Хален, Стив Стивенс и Аллан Холдсворт.

## Модели
Изначально Богнер сделал две кастомные модели. Более ранние (трехканальные) модели получили название Ecstasy 100A и 100B, а более поздние модели 101A и 101B — где «A», означавшее «американский», были основаны на лампах 6L6, а «B», означавшее «британский», содержали лампы EL34. Богнер стремился к звучанию, сочетавшему лучшие качества оборудования Fender и Marshall.
Усилитель Caveman был построен вскоре после Ecstacy и имел два канала, подключенных полностью вручную. Всего было произведено 60 единиц усилителей. 
По состоянию на 2012 год Богнер выпускал три линейки усилителей с переключаемыми каналами:
- Überschall (по словам Богнера, «Армагеддон в коробке»)[1]
- Ecstasy (флагманская модель)
- Shiva (с двумя каналами)